# Стерлитамак (метеорит)
Стерлитамак (на башкирски: Стәрлетамаҡ) е голям железен метеорит, паднал в 23:20 ч. на 17 май 1990 г. на 20 км западно от град Стерлитамак в Башкортостан, в местност с координати 55°36'50" N, 55°36'50" E. През XX век това е вторият метеорит на планетата, след Сихоте-Алинския, при който се наблюдават светещ болид и образуване на кратер. Заведен е под № 180 в каталога на Комитета по метеорити към Руската академия на науките. Според направените досега изследвания и анализи, метеоритът Стерлитамак е отнесен към IA – IIIA OgOm група на железните метеорити. Метеоритите от IA – IIIA се характеризират със средни и груби октаедрични текстури, а ширината на ламелите (лентите) от OgOm е от 0,5 до 3,3 мм.

## Описание
Явлението е наблюдавано от малко хора, тъй като метеоритът пада през нощта в средата на обработваемо поле. Човекът, който го забелязва от първия момент и описва движението му професионално е учителят по физика Р. К. Ибрахимов. В началото той вижда звезда в съзвездието Дева, чиято сила на светлината за 4 секунди се увеличава толкова много, че става по-ярка от Венера. Яркостта на небесното тяло нараства до минус 5-та величина. Нарастването завършва със светкавица и се появява огнена топка с опашка. Няколко секунди след изчезването на болида жителите на близкото село, намиращо се само на 1,5 км от мястото на катастрофата, чуват няколко експлозии, придружени от разклащане на земята и дрънчащи стъкла.
Анализът на докладите, базирани на разкази на очевидци показва, че болидът се движи от юг на север под ъгъл от около 40° спрямо хоризонта, оставяйки лека зигзагообразна следа. Огнената топка свети до самия сблъсък със земната повърхност, а цялото явление продължава 7 – 8 секунди. Въз основа на събраните наблюдения и разкази, специалистът по изучаване на метеоритите Роман Хотинок определя азимута на полета на огнената топка на 350° и ъгловата му височина на 47° над хоризонта.
Въз основа на емпиричната връзка между максималните размери на регмаглиптите и самия метеорит, диаметърът му е оценен приблизително на 1 – 1,5 м. Регмаглиптите са вдлъбнатини по повърхността на метеоритите с различни размери, подобни на тези, направени от пръсти в мека глина. При сравнение на тези резултати с морфологичните характеристики на най-голямата от намерените проби се приема, че метеоритът е плоскоподобно тяло, което се разделя на парчета на самата повърхност на земята.

## Структура
Структурата на метеорита е проучена основно от изследвания на най-големия образец MS-5. Той има донякъде сплескана, субпаралелепипедна форма – с блоково развитие на паралелни структури. Размерите на двете „субпаралелни“ страни са приблизително 50 × 40 см и 47 × 35 см, а на третата – 27 × 25 см. Максималният размер на диагонала е около 65 см. Повърхността му е много неравна – има множество кухини с кръгли, овални и ромбовидни форми. Ясно се вижда мястото, от което се е отделил фрагментът MS-4 с маса 3,06 кг. Страната с размери 50 х 40 см е по-тъмна от останалите и има добре развитата разтопена, почти черна кора. По повърхността му ясно се различават по-подчертани или леко изгладени линии с височина 5 – 10 мм, които образуват сложна мрежа от регмаглиптни клетки. Формата им е ромбовидна, петоъгълна или друга и имат различни размери – от 3 × 4 см до 6 × 8 см. Някои от тях достигат и до 8 × 10 см, с максимална дълбочина около 2 см. Формирани са в тенита по време на растежа на камаситовите плочи при условия на температурен спад. По време на изгарянето на повърхността на метеорита зоните от камасит и плесит са били изложени на този процес най-силно, образувайки вдлъбнатини, а по-топлоустойчивите ленти от тенит остават под формата на издатини.
Разтопената кора има различна дебелина в различните области и се подчинява на релефа на регмаглиптните клетки. По правило дебелината ѝ е много тънка – по-малко от 0,1 мм или дори липсва по хребетите на ребрата и техните склонове. Вътре в клетките обаче е по-мощна и достига до 0,5 – 1,2 мм. На някои места издатините са оголени от охладената топяща се кора и тогава ясно се вижда блестящата набраздена повърхност на никеловото желязо.
На различни части по повърхността на MS-5 са открити повече от 18 относително добре оформени отвори с кръгли, овални, ромбовидни и коритообразни форми. Те са се образували в резултат от изгарянето на кристални гранулирани троилитни включвания в никеловото желязо. Размерите на заоблените отвори често варират от 9 до 12 мм в диаметър и 5 – 12 мм на дълбочина. Овалните и продълговати отвори са с дължина 7 – 16 мм, ширина до 10 мм и дълбочина 4 – 6 мм.
Другият фрагмент от метеорита, MS-4 с маса 3,06 кг, най-вероятно е откъснат от по-големия MS-5. Съставът на веществото му все още не е добре проучен. На него, както и при MS-5, има регмаглиптни клетки с добре изразена разтопена кора, но те са малко. По-впечатляващо е присъствието на двете прясно откъснати повърхности, при които се вижда ясно изразена октаедрична структура със среден размер на клетките 2 × 2 см.
Определено е обемното тегло на две от метеоритните проби. При MS-1 то е 7,57 г/см3, а при MS-3 – 7,30 г/см3. В MS-1 е определен още обемът и радиусът на порите – 1,43 mm3/r и радиус 7991 микрона.

## Химичен състав
Химическият състав на метеорита е определен по няколко метода. Открити са 52 химични елемента. Осредненото съдържание на най-големите количества от тях е: желязо – 90,69 %, никел – 7,38%, кобалт – 0,95%, манган – 0,21%, титан – 0,09%, фосфор – 0,08%, сяра – 0,06%, хром – 0,056%, хлор – 0,05%, ванадий – 0,02%.
Фазовият състав на желязото е алфа-Fe = 98,76 % и гама-Fe = 1,24 %. Срещат се и минимални количества от злато, галий, германий, осмий, рубидий, паладий, олово, мед, цинк, арсен, антимон, селен, телур, талий, кадмий и индий.

## Минерален състав
Минералният състав и структурата на метеорита не са достатъчно проучени, но те са типични за железните метеорити. Проведени са само първите, най-необходими изследвания върху малък брой проби и стърготини от рязането на малки фрагменти от MS-1 и MS-3.
Уточненият му състав включва като главни кмпоненти камасит, тенит, шрайберзит, добрелит и троилит. В много малки количества присъстват и минералите пирит, халкопирит, пиротин, виоларит, кубанит, хромит, лавенит, молизит, магнетит, магхемит, авгит, магнезиоферит, хематит, вюстит и сомолнокит.
Петте основни минерала заемат около 98 – 99% от обема на метеорита, като камаситът и тенитът са силно доминиращи. Върху свежо разрушените повърхности на някои отломки, те създават ясна кристална октаедрична структура.
- Камаситът образува ламелни лъчи с дължина до 10 – 16 мм и се характеризира с сребристо-бял цвят, метален блясък, силен магнетизъм, средна твърдост (около 4), пластичност и висок вискозитет.[2]
- Тенитът е представен от много тънички сребристо-бели лентички, сраснали с камасита. Заема празнини между камаситовите ленти и участва във формирането на видманщетеновата структура. Открояват се добре на фона на камасита, тъй като имат малко по-висока твърдост (около 5) и по-високо съдържание на никел.[2]
- Шрайберзит е плътно сраснал с тенита, разпръснат между натрошени зърна камасит под формата на ленти с дължина 20 – 30 микрона и ширина 3 – 5 микрона. Под микроскоп донякъде е подобен на тенита, но се различава от него с по-тъмния си цвят и по-малката отражателна способност.[2]
- Добрелитът се среща доста по-рядко във вид на тъмносиви, почти черни микровключвания в камасита.[2]
- Троилитът образува закръглени включвания в камасита с размери до 2 – 3 мм. Това са бронзовожълти, крехки, немагнитни зрънца. По време на деформация на метеорита при удара в земята, троилните възли понякога се изсипват в пукнатини, смачкват се, прекристализират, възпламеняват се и частично се трансформират в пиротин и други минерали. На повърхността на MS-5 се виждат около 15 дупки с размер до 1 cm, които са останали след изгарянето на възлите на троилита.[2]

Характерен елемент от вътрешната структура на метеорита Стерлитамак е наличието на доста сложна мрежа от тънки, ясно очертани нойманови линии на различна възраст. Представляват тънки, успоредни линии, простиращи се в няколко направления. Появяват се след полиране на метеорита и обработка със слаб киселинен разтвор. Те са следи от експлозивни ударни вълни, които някога са разтърсвали родителското тяло, или са резултат от температурен стрес.

## Кратер
На втория ден след падането на мястото на катастрофата пристигат учени, които виждат голям метеоритен кратер с диаметър 10 м и дълбочина 4,5 – 5 м. Има форма на обърнат конус, в центъра на който зее подобна на тръба вдлъбнатина с диаметър около 0,5 м. На дъното се виждат разпръснати големи буци чрвеникава глинеста почва. Ръбът му е равен, а формата – неправилно елипсовидна. От ударната вълна по периметъра му е изхвърлена купчина рохкава пръст, която го обрамчва като вал с височина около 60 см. Образуван е на равна повърхност с лек наклон на юг и е заобиколен от твърди, радиално-лъчеви емисии от кафява глинеста почва, ясно видими върху черната почва по повърхността.
Контурите на емисионната зона прилича на пеперуда с леко удължено източно крило. Очертанието напомня на това, възникнало при експлозията на Тунгуския метеорит, което също е с формата на пеперуда, със съществената разлика, че „крилата“ тук са насочени по посока на движението на тялото. В днешно време кратерът е запълнен с вода, а в новообразуваното езеро даже плува карас.

## Експедиция
На 28 юни 1990 г. на мястото е изпратена експедиция начело с Е. З. Гареев. Когато учените пристигат, местните жители вече са успели да разграбят почти всички малки фрагменти.
Това е единствената експедиция, изпратена на място и работила през 1990 – 1991 г. Проведени са инструментални проучвания на кратера и обстановката в околностите му, с помощта на минен детектор са събрани по-дребни фрагменти, кратерът е разкопан ръчно, направени са геофизични и други проучвания.

## Фрагменти
Общата маса на откритите от специалистите метеоритни отломки е около 326 кг. Според различни изчисления и оценки на геолозите цялата маса на метеорита вероятно е приблизително три до четири пъти по-голяма от тези 326 килограма. Предполага се, че по-голямата част от метеорита все още остава в земята. Това се потвърждава и от магнитните аномалии, регистрирани в близост до кратера.
На 23 май 1990 г. са намерени два фрагмента. Първият, с тегло 363 г, лежи близо до кратера. Впоследствие е нарязан на плочи и използван за изследвания. Вторият от 865 г е разделен на две части. Едната също е нарязана, а другата се съхранява в Краеведския музей на град Стерлитамак. Четири дни по-късно, след като електрическо проучване показва две места с аномално поле, са открити още два по-големи къса на 8 м дълбочина.
По време на експедицията метеоритният кратер е разкопан на дълбочина 15 м, в резултат на което са намерени 5 от най-тежките фрагменти от метеорита. Единият е с маса от 6,6 кг, а другият – около 3 кг. Най-масивният от тях е открит на дълбочина 12 метра.
По време на дългите зимни разкопки на кратера с багер, нито работниците, нито булдозеристът не забелязват най-големия екземпляр, около който копаят. Откриват го двама деветокласника, чак през юни 1991 г. Метеоритът с тегло 315 кг е заровен в глината на дъното на разкопаната около кратера площ, на 60 м от центъра му. Намира се на дълбочина 0,2 – 0,5 м от неговото ниво и на 15 м дълбочина от повърхността. Това парче е наречено „MS-5“.(3)
След откриването му полевите работи са преустановени и повече не са възобновявани. Този най-голям фрагмент (MS-5) е взет под държавна защита и е въведена забрана за изрязване на проби от него, което не позволява по-нататъшни изследвания на метеорита и химичния му състав. Такива проучвания са извършени само по отношение на по-малките отломки. Сега метеоритът се съхранява в Музея на археологията и етнографията на Центъра за етнологични изследвания към Научния център към Руската академия на науките в град Уфа.
Петте най-големи къса от разбилия се метеорит са:
- MS-1 – Тегло му е 363 г, а оригиналните размери – 6,5 x 3,5 x 3 см. Намерен е на 23 май 1990 г. на повърхността, близо до кратера. Нарязан е на пластини. Почти всички, с изключение на две, са използвани за анализи. Изследвани са вътрешната структура и съставът на метеорита.[1]
- MS-2 – Теглото му е 6600 г, а приблизителните размери – 25 × 6 × 5 см. Открит е на 27 май в проучвателната яма в глинеста маса, на дълбочина около 8 м. Намира се в Академията на науките на Башкортостан. По него са изследвани вътрешната структура и съставът на метеорита.[1]
- MS-3 – Теглото му е 865 г, а приблизителните размери – 8 × 5 × 3 см. Открит е на 23 май 1990 г. на повърхността, близо до кратера. Половината е нарязан на плочи и частично използван за анализи. Другата половина се намира в Краеведския музей на град Стерлитамак.[1]
- MS-4 – Теглото му е 3060 г, а размерите – 21 × 6 до 4 × 3 см. Намерен е на 27 май 1990 г. в проучвателна яма, в глина, на приблизителна дълбочина 8 м. През септември 2001 г. е отрязан на две неравни части. И двете се съхраняват в Института по геология на Уфийския научен център на Руската академия на науките.[1]
- MS-5 – Теглото му е 315 кг, размерите – около 50 × 47 × 27 см, а плътността – 7,58 г/см3. Открит е на 1 юни 1991 г. в глинената яма. Съхранява се в Музея по археология и етнография на Центъра за етнологични изследвания към Руската академия на науките в град Уфа. Обявен е за национално съкровище на Република Башкортостан, както и някои от другите фрагменти.[1](2)